# Karl Rudolf Chowanetz
Karl Rudolf Chowanetz, Rudi Chowanetz (ur. 3 stycznia 1933 w Bielsku, zm. 26 stycznia 2000 w Schöneiche k. Berlina) – niemiecki dziennikarz, publicysta i wydawca, redaktor naczelny NRD-owskich czasopism dla dzieci i młodzieży ABC-Zeitung, Bummi i Die Trommel, w latach 1975–2000 kierownik wydawnictwa młodzieżowego Neues Leben w Berlinie.

## Życiorys
Ojciec pracował w czechowickiej rafinerii, matka zajmowała się domem. W 1945 rodzina została wysiedlona i trafiła do wschodnioniemieckiego Stralsundu, gdzie młody Karl wyuczył się na ślusarza.
W 1950 wstąpił do Niemieckiej Socjalistycznej Partii Jedności, był również do śmierci członkiem jej kontynuatorki – PDS. Należał do pionierów i był do 1955 pierwszym sekretarzem Wolnej Młodzieży Niemieckiej w Velgast. W latach 1955–1957 pełnił funkcję szef-wachmistrza Skoszarowanej Policji Ludowej (KVP, poprzedniczka Narodowej Armii Ludowej). Od 1958 do 1960 był szefem oddziału w Centralnym Domu Młodych Pionierów (Zentralhaus der Jungen Pioniere) w Berlinie.
W latach 1959–1964 ukończył zaoczne studia pedagogiczne. W 1961 został redaktorem naczelnym popularnych w NRD pism dla dzieci ABC-Zeitung oraz Bummi. Dwa lata później powierzono mu funkcję redaktora naczelnego tygodnika Der Trommel (Bęben) – organu centralnego Młodych Pionierów (Pionierorganisation Ernst Thälmann). W roku 1975 zastąpił Hansa Bentziena na stanowisku kierownika Jugendbuchverlag Neues Leben (Wydawnictwo Książek dla Młodzieży Nowe Życie). Zainicjował popularną serię wydań dzieł Karla Maya (Karl-May-Edition). W 1987 został odznaczony Złotym Orderem Zasług dla Ojczyzny.
Jest również autorem kilku publikacji opartych na swoim doświadczeniu osobistym i zawodowym:
- Halstuch, Trommel und Fanfare (Chustka, bęben i fanfary), 1978
- Die Kinderzeitschriften in der DDR von 1946 – 1960 (Czasopisma dziecięce w NRD w latach 1946-1960), 1983
- Vor Verdun verlor ich Gott. Geschichten von Menschen im Krieg (Pod Verdun straciłem Boga. Opowieści człowieka na wojnie), 1984
- Zeiten und Wege – Zur Geschichte der Pionierorganisation (Pory i drogi – o historii organizacji pionierów), 1985
- Der rote Seidenschal (Czerwony jedwabny szal), 1990
- Mecklenburg-Vorpommern – Land und Leute (Maklemburgia-Pomorze Przednie – kraj i ludzie), 1994